# Escala Wechsler de Inteligencia para Adultos

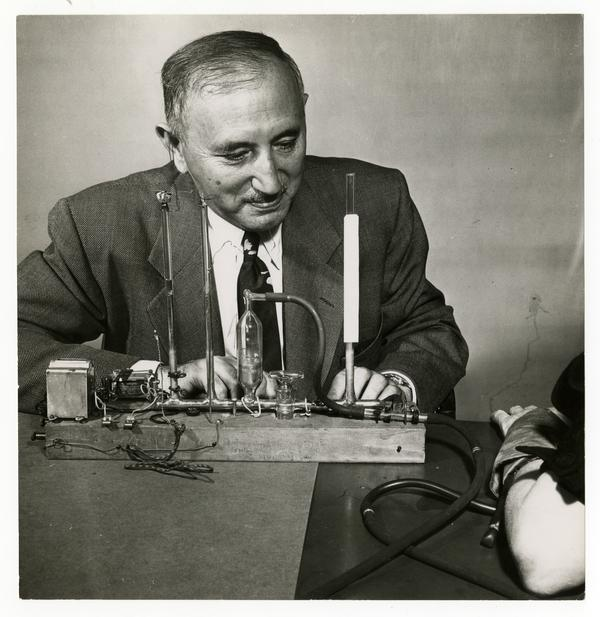
Vista del Dr. David Wechsler sentado en una mesa, realizando algún tipo de prueba a un paciente.

La Escala Wechsler de Inteligencia para Adultos (WAIS) (original en inglés: Wechsler Adult Intelligence Scale) es una prueba psicométrica desarrollada por David Wechsler. Nos provee de cuatro puntuaciones (Comprensión Verbal, Razonamiento Perceptivo, Memoria de Trabajo y Velocidad de Procesamiento), y una quinta que se denomina Cociente Intelectual Total.

## Historia
La primera versión vio la luz en 1939 con el nombre de Wechsler-Bellevue Intelligence Test. A partir de esta prueba, el autor elaboró otras aplicables a otras edades distintas o introduciendo actualizaciones o mejoras (por ejemplo, la Escala Wechsler de Inteligencia para Niños (WISC) en 1949 y la Wechsler Preschool and Primary Scale of Intelligence (WPPSI) en 1967). Wechsler creó estas pruebas al no darse por satisfecho con el entonces vigente test de CI de Binet. 
Las escalas de Wechsler introdujeron diversas innovaciones en el mundo de las pruebas de inteligencia. Primero, Wechsler se deshizo de las puntuaciones de cociente de pruebas más viejas (la C en "CI"). En su lugar, asignó un valor arbitrario de cien a la inteligencia media y agregó o sustrajo otros 15 puntos por cada desviación estándar arriba o abajo de la media en la que se encontraba el sujeto. Rechazando un concepto de inteligencia global (como el propuesto por Spearman), dividió el concepto de intelligence en dos áreas principales: área verbal y área de ejecución (no-verbal), cada una subdividida y evaluada con diferentes subpruebas. Estas conceptualizaciones aún se reflejan en las versiones más recientes de las escalas de Wechsler.
El WAIS es hoy en día la prueba psicológica más comúnmente aplicada. Las pruebas actualmente son actualizadas aproximadamente cada diez años para compensar el efecto Flynn. La última versión disponible de estas son el WISC-V y el WAIS-IV, versiones que en algunos países se encuentran en proceso de validación.

## Confiabilidad
Se han realizado correlaciones prueba, re-prueba, con resultados satisfactorios en puntajes desde 0,60 a 0,80 (coef. de confiabilidad).
En CI total tiene confiabilidad comparable a la Stanford-Binet (aprox. 0,90).
Wechsler realizó un minucioso estudio estadístico, a fin de aplicar la prueba con absoluta seguridad sobre los resultados que arrojase. El WAIS es aplicable en estudios de confiabilidad temporal; consistencia interna; calificación por jueces; validez predictiva, concurrente y de contenido; análisis factoriales; entre otros.

## Normas
Existen instrucciones para obtener puntajes bruto y estándar, CI y coeficiente de eficiencia:
- Puntaje Bruto: se suma el puntaje de cada ítem, de cada subprueba.
- Puntaje Estándar: se toma como referencia el puntaje bruto y se usa la escala de conversión desde puntaje bruto a estándar. Se ubica el puntaje bruto de cada prueba para adjuntarlo al estándar. Se suman los puntajes estándar de los 6 subtest de la Escala Verbal, así como los de la Escala de Ejecución.

CI: El WAIS entrega 3 CI por examinado: verbal. manual y total. Se debe calcular la edad del sujeto (anotar fecha de nacimiento y de aplicación de la prueba ),y con ella se ubica en el índice, la tabla de conversión de puntaje estándar a CI, correspondiente al grupo de edad a la que pertenezca el individuo. Se ubica el CI correspondiente al CI Verbal y al Manual. 
Con el resultado de esta operación, se busca dentro del manual de "Escala de Wechsler de Inteligencia para Adultos –cuarta edición" (WAIS-IV):

130 o más: Muy superior
120-129: Superior
110-119: Sobre el promedio
90-109: Promedio
80-89: Bajo el promedio
70-79: Limítrofe
69 y menos: Muy bajo

## Elaboración de la prueba
El WAIS es una prueba construida para evaluar la inteligencia global, entendida como concepto de CI, de individuos entre 15 y 64 años, de cualquier grupo étnico, nivel intelectual, educación, orígenes socioeconómicos y culturales y nivel de lectura.
Es individual y consta de 2 escalas: verbal y de ejecución. Está basada en la teoría bifactorial de Spearman. Inteligencia, tomada desde un punto de vista global, ya que está compuesta por habilidades cualitativamente diferentes(rasgos), pero no independientes. Pero esta suma de habilidades no solo se expresa en función de su calidad, sino también de factores no intelectuales como puede ser la motivación. La inteligencia implica cierto grado de competencia global.

## Elaboración de los reactivos
Para elaborar el WAIS, Wechsler realizó los siguientes procedimientos:
Análisis metódico y cuidadoso de todas las pruebas de inteligencia que se encontraban vigentes en esos años (1940), principalmente en lo referente al tipo de funciones que evaluaban las peculiaridades de las muestras sobre las cuales se había realizado la estandarización, además de la verdadera confiabilidad de las pruebas. 
Emprendió el establecimiento de la validez de cada una de estas pruebas sobre la base de:
- otras pruebas previamente examinadas
- registros empíricos de inteligencia

Intentó registrar su experiencia clínica personal y la de otros investigadores. 
Durante 2 años, se dedicó a preparar el trabajo experimental previo en grupos de inteligencia conocidos. 
Después de este arduo trabajo, eligió 12 pruebas, que finalmente disminuyó a 11, que se presentan a continuación en el orden de aplicación:
- Escala verbal

1. Subprueba de información.
2. Subprueba de comprensión general.
3. Subprueba de aritmética.
4. Subprueba de semejanzas.
5. Subprueba de retención de dígitos.
6. Subprueba de vocabulario.

- Escala de ejecución

1. Subprueba de completación de figuras.
2. Subprueba de diseño de cubos.
3. Subprueba de ordenamiento de figuras.
4. Subprueba de ensamble de objetos.
5. Subprueba de símbolos de dígitos.

## Comprobación y análisis de los reactivos
Los subtests de esta prueba han sido distribuidos de la siguiente forma, dividiéndose en 3 grupos de reactivos: 
- El 1° son todos aquellos reactivos que todos los examinados pueden contestar, ya sea que tengan o no instrucción escolar,
- El 2° son aquellos reactivos que se han diseñado para ser contestados por examinados que cumplan con enseñanza escolar media, y
- El 3° son los reactivos diseñados para ser contestados por examinados con instrucción especializada.

Los análisis estadísticos indican que efectivamente los reactivos de esta prueba, miden lo que se desea medir
DIFICULTAD: Existe dificultad en esta prueba, ya que se trata de una prueba de ejecución máxima, en la que los reactivos tienen respuestas correctas y se obtiene un puntaje determinado por ellas. En 1955, cuando Wechsler realizó la revisión de la prueba, incrementó la dificultad progresiva entre cada reactivo, se eliminaron unos y se aumentaron otros, ya sea por su baja validez o por su ambigüedad
ALTERNATIVAS APROPIADAS: Las escalas de Wechsler son compuestas, verbales y de ejecución, formadas por test precisos, denominados "subtests". Por un lado, son escalas heterogéneas intertest, ya que miden distintas funciones y por ende, distintos factores en cada uno de ellos; por otro lado son escalas homogéneas intratest, porque cada subtest mide un solo factor en toda su amplitud.
VALIDACIÓN CRUZADA:  Hacia el año 1955, Wechsler utilizó aproximadamente 1000 individuos, cuyo rango de edades osciló entre los 10 y los 60 años. Esta versión revisada no tiene cambios significativos en cuanto a contenido, construcción, organización y calificación. Lo que sí fue significativo, era la ampliación en cuanto a las muestras que originalmente había utilizado para su estandarización.

### Ensamblaje de la prueba
- Respuesta libre: ej. Subtest de semejanzas.
- Respuesta de velocidad y poder: prueba de símbolos (para velocidad); pruebas de aritmética de solución de problema (para poder)
- Prueba de ejecución máxima, ya que es una prueba de rendimiento
- Prueba que tiene una parte de papel y lápiz, como la prueba de símbolos; una parte de ejecución, como la formación de figuras por medio de cubos y la de ensamblaje de objetos, y una verbal.
- Prueba de aplicación individual.
- Prueba estructurada.

## Aplicación
Se aplican los 11 subtests en el orden en que se presentaron en la elaboración de reactivos. El tiempo que tome la aplicación, depende de la práctica del examinador y la personalidad y capacidad del examinado. La aplicación se puede hacer en 1 o 2 sesiones y puede abarcar desde una hasta varias horas, en caso de un sujeto muy superior o en el de uno deficiente mental profundo, respectivamente.
Existen indicadores de supresión específicos para cada subtest, excepto en completación y ensamblaje.
La estandarización se realizó en EUA, a 1.700 individuos, 850 hombres y 850 mujeres; con un rango de edad entre 16-64 años. Se clasificaron en 7 subgrupos, en forma equitativa.
La muestra se tomó en función de: a) Raza; b) Ocupación; c) Zona urbana y rural; d) Nivel educacional.

## Límites de tiempo
Los subtest que presenta límites de tiempo son:
- Escala Subtest Sección Límite de Tiempo (s)
- Verbal Aritmética Problemas 15-120
- Verbal Símbolos ----- 90
- Ejecución Diseño de cubos ----- 60 (sencillos). 120 (complejos)
- Ejecución Ensamblaje de objetos ---- 120-180

## Calificaciones
El Wais cuenta con: 
Un Protocolo para registrar las respuestas, para lo cual se recomienda anotar: 
- Tiempo de respuesta.
- Respuestas "ad verbatim".
- Comentarios, gesticulaciones, entre otros.
- Algunos subtest (vocabulario, por ejemplo), en los cuales existen reactivos con respuestas estandarizadas, que indican una clave para la clasificación por puntaje (2,1 o 0 puntos), de la respuesta, dada por el individuo.

Un manual que permite un procedimiento correcto para la clasificación objetiva de las respuestas dadas por el examinado. Este manual de calificaciones proporciona respuestas aceptables y variables permitidas. Lo que permite una calificación objetiva de las respuestas dadas.
Sin embargo, cada profesional puede tomar en cuenta la edad del examinado y lo que se necesita indagar, ya que no es lo mismo evaluar una mujer de 16 que se encuentra estudiando a una mujer de 30 años que cuenta con una carrera de licenciatura y una maestría, a pesar de que ello interferiría en los resultados de la prueba, nos acerca a conocer el potencial del examinado y no únicamente centrarnos en un resultado cuantitativo.

## Análisis técnico de la prueba

### Validez
- Concurrente: se estableció con la prueba Stanford-Binet, con la cual se obtuvo correlación 0.82, considerada alta. Esto indica que ambas pruebas están midiendo lo mismo en un alto grado.
- Predictiva: también ha sido demostrada sobre bases empíricas, ya que puede establecer la conducta futura de un individuo.